# Chepy
Chepy är en kommun i departementet Marne i regionen Grand Est (tidigare regionen Champagne-Ardenne) i nordöstra Frankrike. Kommunen ligger i kantonen Marson som tillhör arrondissementet Châlons-en-Champagne. År 2022 hade Chepy 456 invånare.

## Befolkningsutveckling
Antalet invånare i kommunen Chepy
| Referens: INSEE |